# Giro del Friuli
Giro del Friuli var ett endagslopp i landsvägscykling som avhölls i regionen Friuli-Venezia Giulia i nordöstra Italien. Upplagorna 1991 och 2000 räknades även som italienska mästerskap i linjelopp. När loppet återuppstod 2009, efter att ej ha avhållits sedan 2004, inkluderades det i UCI Europe Tour kategoriserat som 1.1, men efter tre år lades det ner.

## Podieplaceringar
| År   | Vinnare            | Tvåa                     | Trea                |
| 1974 | Luciano Borgognoni | Luigi Castelletti        | Davide Boifava      |
| 1975 | Roberto Poggiali   | Gianbattista Baronchelli | Giovanni Battaglin  |
| 1976 | Franco Bitossi     | Enrico Paolini           | Francesco Moser     |
| 1977 | Giuseppe Saronni   | Walter Riccomi           | Angelo Tosoni       |
| 1978 | Roger De Vlaeminck | Giuseppe Saronni         | Valerio Lualdi      |
| 1979 | Francesco Moser    | Roger De Vlaeminck       | Pierino Gavazzi     |
| 1980 | Claudio Corti      | Luciano Loro             | Geir Digerud        |
| 1981 | Wladimiro Panizza  | Marino Amadori           | Giuseppe Saronni    |
| 1982 | Guido Bontempi     | Giuseppe Saronni         | Luigi Ferreri       |
| 1983 | Francesco Moser    | Giovanni Battaglin       | Bruno Leali         |
| 1984 | Claudio Corti      | Giuseppe Passuello       | Ennio Salvador      |
| 1985 | Franco Chioccioli  | Francesco Moser          | Johan van der Velde |
| 1986 | Gianni Bugno       | Claudio Corti            | Harald Maier        |
| 1987 | Guido Bontempi     | Bruno Leali              | Roberto Pagnin      |
| 1988 | Guido Bontempi     | Davide Cassani           | Stefano Colagè      |
| 1989 | Lech Piasecki      | Maurizio Fondriest       | Roberto Gusmeroli   |
| 1990 | Leonardo Sierra    | Urs Zimmermann           | Claudio Chiappucci  |
| 1991 | Gianni Bugno       | Franco Chioccioli        | Claudio Chiappucci  |

| År         | Vinnare              | Tvåa               | Trea               |
| 1992       | Alessandro Giannelli | Marco Lietti       | Luc Roosen         |
| 1993       | Piotr Ugrumov        | Claudio Chiappucci | Moreno Argentin    |
| 1994       | Vladimir Poulnikov   | Rolf Sørensen      | Mario Chiesa       |
| 1995       | Dmitrij Konysjev     | Francesco Frattini | Rodolfo Massi      |
| 1996       | Andrej Teterjuk      | Aleksandr Sjefer   | Marco Zen          |
| 1997       | ej avhållet          | ej avhållet        | ej avhållet        |
| 1998       | Francesco Arazzi     | Endrio Leoni       | Giancarlo Raimondi |
| 1999       | Davide Rebellin      | Ivan Basso         | Danilo Di Luca     |
| 2000       | ej avhållet          | ej avhållet        | ej avhållet        |
| 2001       | Denis Lunghi         | Guido Trenti       | Ellis Rastelli     |
| 2002       | Franco Pellizotti    | Davide Rebellin    | Gilberto Simoni    |
| 2003       | Joseba Albizu        | Leonardo Scarselli | Sergio Barbero     |
| 2004       | Michele Gobbi        | Franco Pellizotti  | Andrea Moletta     |
| 2005- 2008 | ej avhållet          | ej avhållet        | ej avhållet        |
| 2009       | Mirco Lorenzetto     | Grega Bole         | Manuel Belletti    |
| 2010       | Roberto Ferrari      | Jacopo Guarnieri   | Enrico Rossi       |
| 2011       | José Serpa           | Pavel Brutt        | Nicki Sørensen     |